# Línea 524 (Lanús)
La línea 524 pertenece al partido de Lanús, siendo operada por la Empresa Cinco de Agosto S.R.L, de la mano de Grupo 45. Sus unidades cuentan con SUBE.

## Recorrido
- Estación Lanús – Estación Monte Chingolo:

Ida a Camino y Fabian Onsari x Estación Chingolo:      

gr 29 de Septe- mbre, V. D - onte, Presidente Arturo- llia, O’H- gins, Coronel Pr -gles, Centenario Ur- uayo, Pic- ncha, General - into, Coronel - ndez, General- uido, R -deau, General-Pinto, R- deau, Pitágoras,-Cazón, Pic- ncha,- Av Pres. Raul Alfonsín-guez,-Cazón, B- años, Dirk Kloo - eman, Camino General Belgrano hasta Martinto.
Vuelta a Estación Lanús: Camino General Belgrano y Onsari, Dirk Kloosterman, Bolaños, Cazón, Gobernador Rodríguez, Cavia, Pichincha, Cazón, Pitágoras, Rondeau, General Pinto, Rondeau, General Guido, Coronel Mendez, General Pinto, Pichincha, Centenario Uruguayo, Coronel Pringles, Pergamino, Juncal, Basavilbaso, General Guido, Presidente Sarmiento hasta Ituzaingó.